# Louis Barthou
Louis Barthou (25. srpna 1862 Oloron-Sainte-Marie – 9. října 1934 Marseille) byl francouzský politik třetí republiky.

## Život
Barthou zpočátku absolvoval právní vzdělání, ale brzy vstoupil do politiky. V roce 1889 se poprvé stal členem francouzského parlamentu, patřil k pravému středu. Od roku 1894 byl opakovaně ministrem a od března do prosince 1913 byl francouzským předsedou vlády. V této funkci s ohledem na německé zbrojení a proti odporu politické levice prodloužil povinnou vojenskou službu na tři roky. 2. května 1918 byl zvolen do Académie française. V roce 1922 přešel do Senátu. Od roku 1922 do roku 1926 byl předsedou reparační komise.
Od roku 1934 Barthou jako francouzský ministr zahraničí budoval systém smluv se státy východní Evropy (Pacte de l'Est) a zahájil jednání o francouzsko-sovětské smlouvě. Chtěl diplomaticky izolovat „Třetí říši“ i prostřednictvím sblížení s Velkou Británií a Itálií. Kvůli sblížení se Sovětským svazem se dostal do konfliktu s pravicovými kruhy.
Dne 9. října 1934 byl Barthou zabit při atentátu na jugoslávského krále Alexandra I. Ten byl na státní návštěvě v Marseille, a tam ho přijal Barthou. Krátce nato krále zastřelil atentátník Vlado Černozemski. Při přestřelce byl na ruce zraněn i Louis Barthou; protože mu nebyla včas poskytnuta pomoc, zemřel asi hodinu poté v nemocnici v Marseille; vykrvácel. Pohřben je na hřbitově Père Lachaise v Paříži.

## Dílo
- Thiers et la Loi Falloux, 1903
- Mirabeau, 1913
- Lamartine orateur, 1916
- Amours d'un poète, 1918
- La Vie ardente de Richard Wagner, 1925 (česky Milostný život Richarda Wagnera, 1996)
- Danton, 1932